# Моймир I
Моймир I (чеш. Mojmír I.; около 795—не ранее 846) — первый исторически достоверный князь Моравского княжества (около 818—846), князь Великоморавской державы (830—846). Основатель династии Моймировичей. В начале IX века объединил под своей властью славянские племена севернее Дуная, стал правителем Моравского княжества — славянского государства, расположенного в бассейне реки Морава (точное местоположение неизвестно, занимало часть территории современной Чехии).

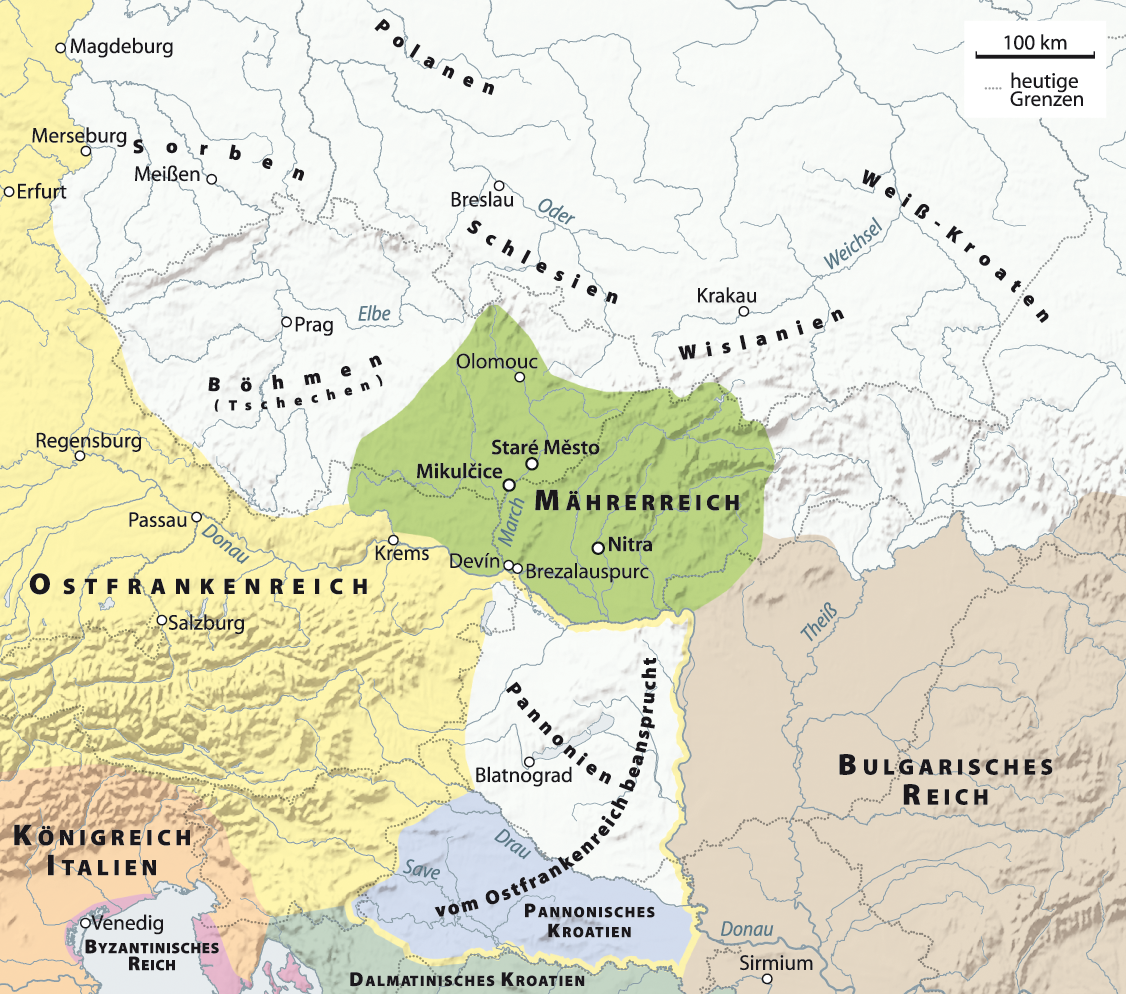
Карта Великоморавской державы при Моймире I

## Биография

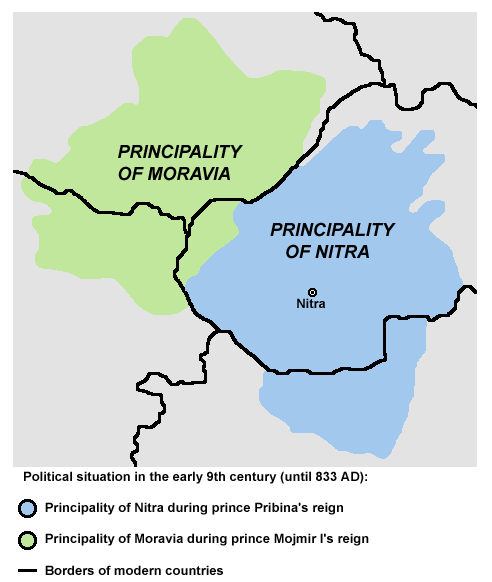

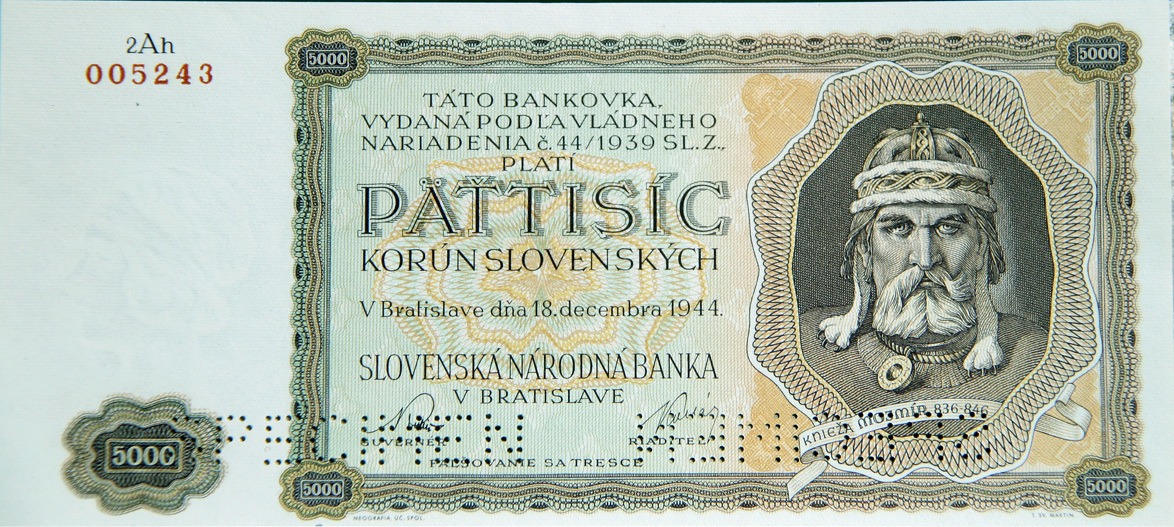
Моймир на словацкой банкноте (1944)

Впервые название Моравия упоминается в западных источниках в 822 году, когда послы моравов, среди других послов славян, прибыли ко двору императора Франкского государства Людовика I Благочестивого, однако был ли уже тогда Моймир I князем, точно не известно.
Для распространения христианства в Моравии король Баварии Людовик II Немецкий в 829 году передал земли моравов под юрисдикцию епископства Пассау. Князь Моймир поддерживал христианских миссионеров, способствуя распространению христианства. В 831 году епископ Регинар Пассауский крестил Моймира I и «всех мораван».
В 833 году Моймир I подчинил Нитранское княжество (западная часть Словакии), изгнав местного князя Прибину.
В 846 году между Моймиром I и Людовиком II Немецким произошёл конфликт: король Восточно-франкского королевства обвинил моравов в намерении отложиться, вторгся в Моравию, сверг Моймира и поставил новым князем его племянника Ростислава.
Сведений о дальнейшей судьбе Моймира I нет.